# Cteniza sauvagesi
Cteniza sauvagesi ist eine Art der Eigentlichen Falltürspinnen und lebt auf Korsika, Sardinien und dem italienischen Festland.

## Merkmale
Eine massige, dunkelbraune Falltürspinne. Auf dem Vorderkörper befindet sich eine Querrille mit nach vorne gebogenen Enden. Die Länge beträgt in beiden Geschlechtern 20–25 mm.

## Verbreitung

Verbreitungsgebiet von Cteniza sauvagesi.

Die Art lebt hauptsächlich auf Korsika und Sardinien, kommt aber auch auf dem Festland Italiens vor. Sie ist verbreitet auf vegetationsarmen Grund. An Steilhängen, an denen der Regen den Boden langsam abträgt, erheben sich ihre Röhrenenden allmählich kaminartig über die Umgebung.

## Lebensweise

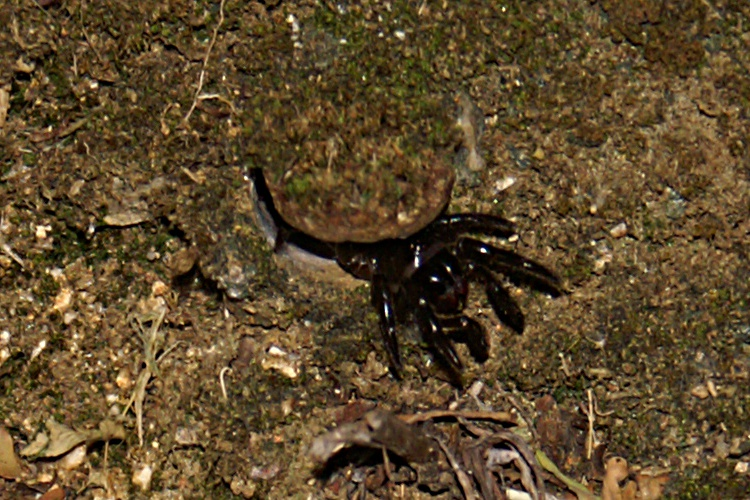
Ein Exemplar lugt aus seiner Wohnröhre hervor.

Die trägen Spinnen hausen in daumendicken und reich austapezierten Erdröhren mit einem perfekt getarnten Deckel. Zur Jagd heben die Spinnen nachts den Deckel an und lauern auf laufende Beute. Nähert sich Beute, wird diese ergriffen und in die Wohnröhren gezogen. Will man die Röhre öffnen, krallen sich die Spinnen an den Deckel und ziehen dagegen. Ergriffene Exemplare drohen mit erhobenen Beinen und abgespreizten Giftklauen. Die Deckel der Spinnen können einen Zentimeter im Durchmesser messen. Die Tiere verlassen ihre Wohnröhren nie ganz, außer auf der Suche nach Partnern. Die Männchen bringen dabei die Deckel der Wohnröhre der Weibchen zum Zittern, bis die weiblichen Tiere erscheinen.